# Sonnaz (Francja)
Sonnaz – miejscowość i gmina we Francji, w regionie Owernia-Rodan-Alpy, w departamencie Sabaudia.
Według danych na rok 1990 gminę zamieszkiwało 977 osób, a gęstość zaludnienia wynosiła 144 osób/km² (wśród 2880 gmin regionu Rodan-Alpy Sonnaz plasuje się na 796. miejscu pod względem liczby ludności, natomiast pod względem powierzchni na miejscu 1375.).